# Dan Auerbach
Daniel Quine Auerbach (Akron, 14 maggio 1979) è un cantautore e chitarrista statunitense, membro del duo blues rock The Black Keys.

## Biografia
Auerbach è cresciuto in una famiglia con forti tradizioni musicali. Suo cugino era Robert Quine. Auerbach si innamorò del Blues dopo aver ascoltato dei vecchi vinili del padre durante la sua infanzia. Agli inizi fu influenzato principalmente dal ramo materno della sua famiglia, grazie ai suoi zii che suonavano bluegrass. Dan si descrive come un adolescente normale che ai tempi della high school fumava marijuana ed era capitano della squadra di calcio della scuola.
In seguito, al college, è stato fortemente influenzato da Junior Kimbrough, tanto da spingerlo a considerare seriamente la carriera chitarristica. Infatti ha dichiarato: "Lo ascoltavo tantissimo, in modo particolare... l'ho studiato tantissimo... prendevo molte insufficienze, quando avrei dovuto studiare, ascoltavo la musica di Junior Kimbrough".
Altre grandi influenze provengono da: Robert Johnson, R. L. Burnside, Clarence White, Robert Nighthawk, T-Model Ford, Hound Dog Taylor, Mississippi Fred McDowell, Kokomo Arnold, Lee Moses e Son House.

## Carriera

### The Black Keys
Nel 2001 con Patrick Carney (batterista) fonda i The Black Keys, il suo principale progetto, incidendo con questa band 8 album studio ed uno live.

### The Barnburners
Contemporaneamente al duetto TBK (The Black Keys) Dan manda avanti una carriera con la band The Barnburnes.

### The Fast Five (band)
È la band che ha accompagnato Auerbach nel suo tour del 1999. I membri provengo dalla band Hacienda tranne il percussionista Patrick Hallahan che proviene dai My Morning Jacket.

## Strumentazione
Auerbach utilizza una tecnica simile a molti artisti blues, usa un plettro sull'indice mentre con il pollice suona gli accordi. Oltre alla chitarra suona un Fender Rhodes.

### Chitarre
- Fender Telecaster Jerry Donahue con humbucker DiMarzio twin-blade.
- Ibanez Lawsuit SG con tremolo Maestro, utilizzata nel tour di "Magic Potion", anche se la chitarra presenta 3 pickup, solo due sono attivi.
- Ibanez Lawsuit Rocket Roll Sr. a Gibson Flying V replica.
- Silvertone U1 visibile nel video di Just Got To Be.
- Silvertone 1454 modello fine anni sessanta.
- Harmony H78 fine anni sessanta.
- Harmony Rocket usata durante le registrazioni.
- Harmony Stratotone H47 o Harmony Mercury, modificata con due pickup P-90
- Harmony Heath TG-46
- Gibson Firebird VII, spesso utilizzata per gli spettacoli dal vivo.
- Gibson Les Paul Standard con Bigsby.
- Gibson SG Junior (2008-2009 tour)
- Gibson Les Paul Gold Top con pickup P90 usata nei tour del 2008-2009.
- Rickenbacker 360 con Bigsby.
- Rickenbacker 360/12, utilizzata nella performance in studio di "Trouble Weighs a Ton" con suo zio James Quine.
- Eastwood Airline Tuxedo
- Reverend Club King RT
- Reverend Flatroc
- Teisco Del Rey SS-4L
- Supro Martinique Val Trol
- National Map
- Danelectro Hornet
- Guild Thunderbird
- Corde. 011, .015, .020, .030, .039, .049, comprate singolarmente, non come un set.[8]

### Effetti
- Analogman Sunface nkt275
- Analogman Peppermint Fuzz
- Analogman Analog Delay
- Arion Analog Delay
- Boss RV Reverb
- Boss TR-2 modificato da Analogman
- Boss TU-2

- Reel Echo
- Demeter Tremulator
- EarthQuaker Devices Dirt Transmitter
- EarthQuaker Devices Hoof Fuzz
- EarthQuaker Devices Hummingbird
- Electro-Harmonix Deluxe Memory Man
- Due Sovtek Russian Green Big Muff
- Guyatone TD-X Tube Echo
- Ibanez Standard Fuzz[9]
- Foxx Tone Machine

- Fulltone SoulBender]
- Fulltone Tube Tape Echo
- Tubeplex tape delay[9]
- Rehoused Jordan Bosstone
- Line 6 Tonecore Echo Park
- Maestro FZ-1 Fuzz-tone
- Marshall Supa Fuzz
- Snarling Dogs Wah pedal
- Sola Sound MKII Tone Bender
- Nu Wah Fuzz (il wah non funziona e viene usato solo il fuzz)
- Boss OC-2 Super Octave
- Boss PS-5 Super Shifter
- Boss PH-3 Phase Shifter
- Shin-ei Companion Fuzz
- Radial JX-2 Switchbone

### Amplificatori
- Ampeg B12XT 2x12 combo
- Ampeg Gemini II
- Fender Super Reverb
- Silverface Fender Musicmaster Bass Amp[9]
- Fender Blues Junior
- Fender 70's Twin Reverbs

- Fender 59 Bassman
- Fender '65 Twin Reverb Reissue
- Marshall Super Lead 100 watt
- Marshall JTM-45

- Marshall JTM-1959 HW
- Marshall 8x10 cabinet
- Marshall 4x12 slant cabinet
- Custom Hiwatt 100 signature series head
- Victoria Double Deluxe
- Fender Quad Reverb

## Discografia

### Con i The Black Keys
- The Big Come Up (2002)
- Thickfreakness (2003)
- The Moan - EP (2004)
- Rubber Factory (2004)
- Chulahoma - EP (2006)
- Magic Potion (2006)
- Attack & Release (2008)
- Brothers (2010)
- El Camino (2011)
- Turn Blue (2014)
- Let's Rock (2019)

### Da solista
- Keep It Hid (2009)
- Waiting on a Song (2017)

### Con i The Arcs
- Yours, Dreamily, (2015)

### In Collaborazione
- Blakroc

### Album prodotti
- Lana Del Rey- Ultraviolence (2014)